# Lentinus velutinus
Lentinus velutinus är en svampart som beskrevs av Fr. 1830. Lentinus velutinus ingår i släktet Lentinus och familjen Polyporaceae.   Inga underarter finns listade i Catalogue of Life.